# Schlacht von Gaza (312 v. Chr.)
Erster Diadochenkrieg (321–320 v. Chr.):
Hellespont
Zwischenzeit (320–319 v. Chr.):
Orkynia – Kretopolis – Nora
Zweiter Diadochenkrieg (319–316 v. Chr.):
Megalopolis – Byzantion – Kopratas – Paraitakene – Gabiene
Dritter Diadochenkrieg (315–311 v. Chr.):
Tyros – Gaza
Babylonischer Krieg (311–309 v. Chr.)
Vierter Diadochenkrieg (309–301 v. Chr.):
Salamis – Rhodos – Ipsos
Fünfter Diadochenkrieg (288–286 v. Chr.)
Sechster Diadochenkrieg (282–281 v. Chr.):
Kurupedion
Die Schlacht von Gaza war ein militärischer Zusammenstoß im nahen Osten im Jahr 312 v. Chr. Sie fand in der Nähe von Gaza in Palästina statt.
Die Schlacht war ein militärischer Höhepunkt des dritten Diadochenkrieges inmitten des Zeitalters der Diadochen, welches auf den Tod Alexanders des Großen 323 v. Chr. gefolgt war. In dieser Schlacht standen sich die Vertreter partikularistischer Interessen, welche eine Aufteilung des Alexanderreichs anstrebten, den Anhängern eines auf Erhalt des Reichs bedachten gegenüber.

## Hintergrund
Seit dem Tod Alexanders im Jahr 323 v. Chr. befanden sich dessen Generäle, „Nachfolger“ (Diadochen) genannt, in einem unablässigen Kampf um die Vorherrschaft in dessen Weltreich. Die makedonische Königsdynastie war in sich zerstritten, die Könige Philipp III. Arrhidaios und Alexander IV. Aigos waren geistig behindert oder unmündig und deshalb regierungsunfähig. Der aus dem zweiten Diadochenkrieg siegreich hervorgegangene Kassander hatte 316 v. Chr. die faktische Herrschaft in Makedonien und die formelle Regentschaft im Alexanderreich übernommen. Seine Autorität wurde allerdings schon bald von dem im asiatischen Teil herrschenden Antigonos Monophthalmos in Frage gestellt, der zuvor noch sein Verbündeter gewesen war. Seit Antigonos 316 v. Chr. in der Schlacht von Gabiene seinen gefährlichsten Gegner, Eumenes, ausgeschaltet hatte, war er zum mächtigsten Diadochen avanciert, indem er den gesamten asiatischen Teil des Alexanderreichs unter seine Kontrolle bringen konnte. Hier übte er faktisch wie ein König eine Herrschaft aus, die er administrativ ganz auf sich zuschnitt, indem er ihm unliebsame Provinzstatthalter (Satrapen) gegen eigene Gefolgsleute austauschte.
Unter anderem vertrieb Antigonos den Satrapen von Babylon, Seleukos, welcher zu Ptolemaios nach Ägypten floh. Die scheinbare Übermacht des Antigonos führte die letzten selbständigen Diadochen zu einem Zweckbündnis gegen ihn zusammen. Die Initiative ging von Ptolemaios aus, der sich unmittelbar von Antigonos bedroht fühlte. Ihm schlossen sich Kassander in Makedonien, Lysimachos in Thrakien und Asandros in Karien an. Dagegen ließ sich Antigonos von einer Versammlung des ihm unterstehenden Reichsheeres zum Reichsverweser gegen Kassander proklamieren, den er zum Reichsfeind erklärte. Er legitimierte sich im Namen des Königs Alexander IV., der sich in der Gefangenschaft Kassanders befände. Tatsächlich aber strebte er die Königswürde selbst an, in einem ungeteilten Alexanderreich. Im Frühjahr 314 v. Chr. eröffnete Antigonos die Kämpfte zum nunmehr dritten Diadochenkrieg und brachte schnell das von Ptolemaios gehaltene Syrien, Phoinikien und Koilesyrien unter seine Kontrolle, eroberte bis 313 v. Chr. nacheinander Gaza und die phoinikischen Seehäfen wie Sidon und Tyros (Belagerung von Tyros).
Danach wandte sich Antigonos mit seinen Hauptkräften nach Kleinasien um sich dort dem Kampf gegen Kassander und Lysimachos zu widmen. Seinen Sohn Demetrios Poliorketes hatte er zum strategos von Syrien ernannt mit dem Auftrag, die Front nach Ägypten zu verteidigen. Ptolemaios war nicht gewillt den Verlust der für die Beherrschung der See so wichtigen Häfen Phoinikiens zu akzeptieren und nutzte die Abwesenheit des Antigonos um 312 v. Chr. eine Gegenoffensive zu starten.

## Schlachtaufstellung
Ptolemaios sammelte sein Heer in der zweiten Jahreshälfte von 312 v. Chr. in Alexandria und marschierte über Pelusium ziehend in Koilesyrien ein, wo er in der Nähe von Gaza sein Lager aufschlug. Seinem Offizierskorps gehörte unter anderem auch Seleukos an. Der Kern seiner Truppen wurde vor allem von makedonischen Kriegern und Söldnerkontingenten gebildet, allerdings berief er wie Diodor bemerkte erstmals auch einheimische ägyptische Krieger in sein Aufgebot. Demetrios war von seinem Herannahen unterrichtet und berief seinerseits sein Heer ein, welches in seinen Winterquartieren lagerte, um den Gegner bei Gaza zum Kampf zu stellen. Der Sohn des Antigonos war zu diesem Zeitpunkt zweiundzwanzig Jahre alt und hatte erste militärische Erfahrungen als Reitergeneral an der Seite seines Vaters in den Schlachten von Paraitakene und Gabiene (316/315 v. Chr.) gegen Eumenes gesammelt. Die Ernennung zum strategos von Syrien stellte sein erstes selbstständiges Kommando dar und sogleich sah er sich zwei der besten Generäle Alexanders gegenüberstehend. Allerdings hatte sein Vater ihm mit den Generälen Peithon und Andronikos zwei erfahrene Offiziere als Mentoren zur Seite gestellt, die ebenfalls Veteranen des Alexanderzugs waren.
Noch bevor er Gaza erreichte, ließ Demetrios sein Heer in Schlachtformation Aufstellung beziehen. Während seine Infanterie als klassische makedonische Phalanx das Zentrum bildete, konzentrierte er seine Kavallerie auf dem linken Flügel. Dem maß er die entscheidende Bedeutung in seiner Strategie zu, indem er mit ihm in die Flanke der gegnerischen Phalanx stoßen und ihn so besiegen wollte. Dazu positionierte er die Masse seiner Elefanten vor der Kavallerie, die als erste Offensivwaffe den Flankenschutz des Gegners zerschlagen und somit den Weg für die Kavallerie frei machen sollten. Der rechte Flügel unter Andronikos sollte zum Schutz der rechten Flanke zurückgehalten und allenfalls als Reserve verwendet werden. Demetrios wiederholte damit das taktische Konzept seines Vaters, das dieser in den Schlachten gegen Eumenes angewandt hatte.
Auf der Gegenseite formierten Ptolemaios und Seleukos ihr Heer zunächst nach selbem Muster, also mit dem Gewicht ihrer berittenen Kräfte auf dem linken Flügel. Als sie allerdings durch ihre Späher von der Aufstellung des Demetrios unterrichtet und somit der unterlegenen Lage ihres rechten Flügels bewusst wurden, disponierten sie spontan um und verlegten ihre Kavallerie auf den rechten Flügel, mit dem sie nun dem linken des Demetrios direkt gegenüberstanden. Sie waren ihm auf dieser Position zahlenmäßig leicht unterlegen, zumal sie einen Teil ihrer Kavallerie zur Absicherung ihrer linken Flanke abstellen mussten. Vor allem aber mussten sie der Schlagkraft der ihnen gegenüberstehenden Elefanten etwas entgegensetzen. Dazu verlegten sie vor ihrer Reiterei einen Teppich aus Eisenspitzen, die wiederum mit Ketten untereinander verbunden waren. Zusätzlich positionieren sie dahinter Speerwerfer. Möglich das diese Maßnahmen auf die Initiative des Seleukos zurückgingen, den im Gegensatz zu Ptolemaios besaß er unmittelbare Erfahrungen im Kampf gegen Elefanten, als Anführer der Schildträger zu Fuß (hypaspistes) in der Schlacht am Hydaspes gegen König Poros.
die Schlachtaufstellung nach Diodor:
| Position                              | |  |                                                                                                   | Position                                 |
| ------------------------------------- | --- |  | ------------------------------------------------------------------------------------------------- | ---------------------------------------- |
| linker Flügel (Demetrios und Peithon) | 200 Gardereiter 200 flankierende Gardereiter 300 flankierende tarentische Reiter 500 Lanzenreiter (sarissophoi) 800 berittene Gefährten (hetairoi) 1.500 weitere Berittene vor dem Flügel: 30 Elefanten 1.000 Speerwerfer und Bogenschützen 500 persische Schleuderer |  | 3.000 Berittene vor dem Flügel: Speerwerfer und Bogenschützen ungenannter Zahl, sowie Nagelketten | rechter Flügel (Ptolemaios und Seleukos) |
| Phalanx                               | 11.000 Infanteristen bestehend aus: 2.000 Makedonen 1.000 Lykianer und Phamphylier 8.000 Söldner vor der Phalanx: 13 Elefanten |  | 18.000 Infanteristen bestehend aus: Makedonen Söldner Ägypter                                     | Phalanx                                  |
| rechter Flügel (Andronikos)           | 1.500 Berittene |  | 1.000 Berittene                                                                                   | linker Flügel                            |

## Die Schlacht
Ptolemaios und Seleukos eröffneten den Kampf, indem sie mit ihrer Reiterei ihren Eisenteppich umgingen und die Flanke der Reiterei des Demetrios angriffen. Ihre Attacke verfing sich hier zu einem lang andauernden Nahkampf, der zwischen beiden Seiten ausgeglichen war. Demetrios erkannte darin eine Chance, da seine Gegner damit die rechte Flanke ihrer Phalanx öffneten, in der er nun seine Elefanten einzubrechen beabsichtigte. Stattdessen aber rannten die Elefanten in die Falle der Eisenketten, dessen Spitzen und Hacken ihnen Verletzungen an den Gliedmaßen zufügten und sie so ihn Panik versetzten. Und da die am Teppich positionierten Speerwerfer ihre Waffen gezielt gegen die indischen Elefantenführer warfen verwandelten sich die Tiere zu unkontrollierbare Bestien. Vor allem zu Demetrios’ Nachteil, in dessen eigene Reiterei und Phalanx sie auf ihrer panischen Flucht einrannten und ihre Geschlossenheit so zerstörten. Außerdem konnten die Männer des Ptolemaios mehrere Elefanten gefangen nehmen. Nach und nach scherten die Truppenteile des Demetrios aus der Formation aus um sich vor der zerstörerischen Kraft der panischen Elefanten zu retten, was in eine allgemeine Flucht ausartete. Demetrios konnte diese Entwicklung nicht mehr aufhalten und entschied sich schließlich zum Rückzug, den er so geordnet wie möglich gestalten wollte. Kurz nach Sonnenuntergang passierte er mit seinen restlichen Truppen Gaza nach Norden. Einige seiner Kavallerieeinheiten scherten hier aus, um das in der Stadt verwahrte Trossgepäck zu retten. Weil sie es in der herrschenden Unordnung versäumten, hinter sich die Tore zu schließen, konnte der ihnen nachsetzende Ptolemaios schnell und einfach in die Stadt eindringen und sie schließlich einnehmen.
Demetrios erreichte mit seinen verbliebenen Truppenteilen um Mitternacht jenes Tages das 170 Stadien entfernte Aschdod, von wo aus er Unterhändler zu Ptolemaios entsandte, die eine Beerdigung der in der Schlacht gefallenen aushandeln sollten. Für Demetrios erwies sich Gaza als schwere Niederlage, unter den Gefallenen befanden sich sein Mentor Peithon und Boeotos, ein enger Vertrauter seines Vaters. Allerdings bekam er von seinen Gegnern sein persönliches Gepäck und seine in Gefangenschaft gefallenen Gefährten bedingungslos zurückerstattet, was von dem Biographen Plutarch als besonders humane Geste und als Zeichen höchsten Respekts gewertet wurde. Demetrios sollte dies nicht vergessen und gelobte, eines Tages gleiches mit gleichem vergelten zu wollen. Danach zog er sich nach Tripolis zurück, wo sich nach und nach die Reste seines Heeres einfanden und er ein Hilfsgesuch an seinen Vater nach Kleinasien sandte.

## Folgen

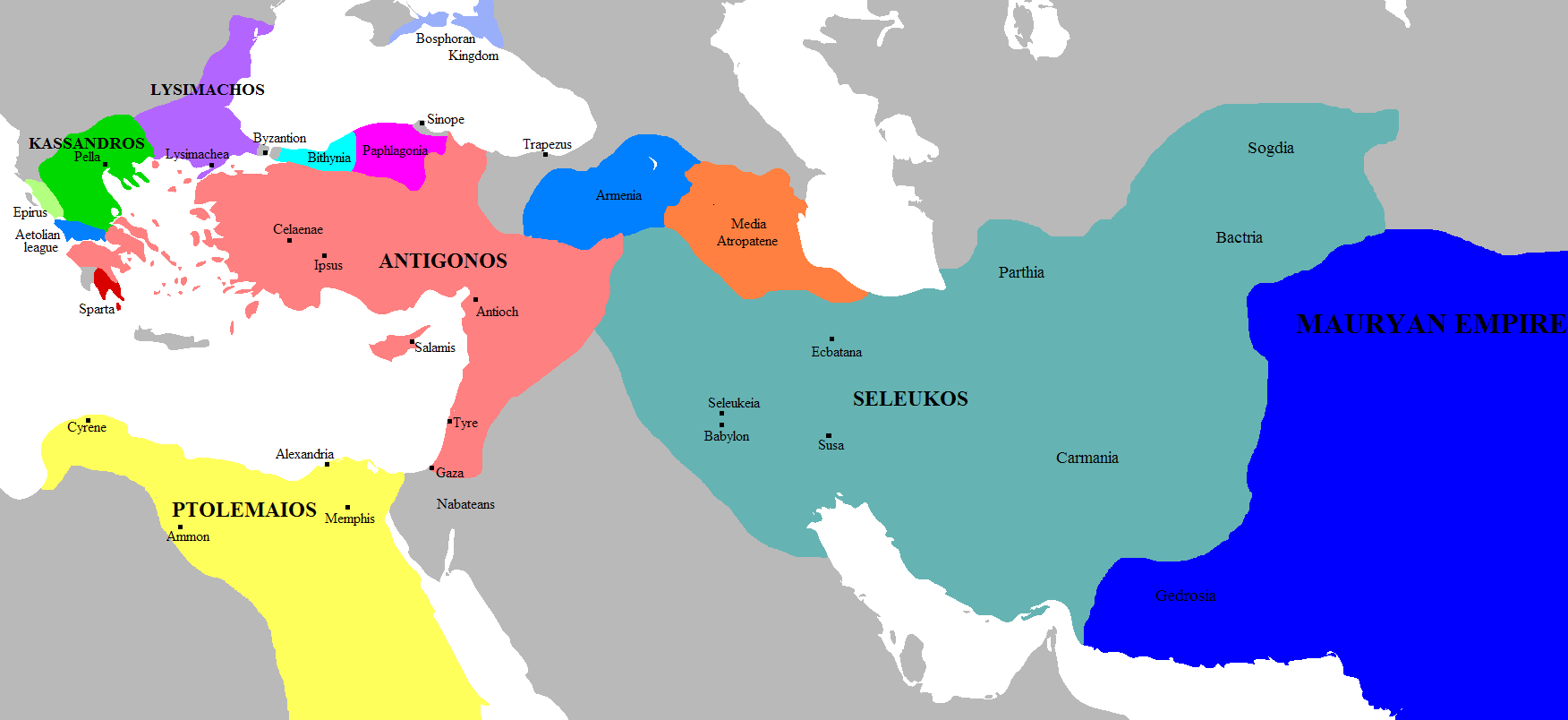
Die Diadochenreiche nach dem dritten Diadochenkrieg und dem babylonischen Krieg.

Sein Sieg zahlte sich für Ptolemaios nur kurzzeitig aus. Es gelang ihm in der Folge mehrere Städte Koilesyriens und des südlichen Phoinikiens zu besetzen, wie Ake, Joppe, Samaria und Sidon. Sein Siegeszug wurde erst vor Tyros aufgehalten, dessen Kommandant Andronikos die Stadt zu verteidigen beabsichtige. Dies verschaffte Demetrios die notwendige Zeit sein Heer zu reorganisieren, mit dem er einen Gegenschlag plante.
Als wahrer Sieger von Gaza ging allerdings Seleukos hervor. Ptolemaios beabsichtige eine weitere Front gegen Antigonos zu eröffnen und stattete seinen Freund Seleukos deshalb mit einer Truppe aus 800 Infanteristen und 200 Kavalleristen aus, mit denen er die syrische Wüste nach Mesopotamien durchreiten und dort erfolgreich seine ehemalige Satrapie Babylonien zurückerobern konnte. Damit begründete er seine Herrschaft, die zum Ausgangspunkt zur Eroberung seines eigenen Reichs (Seleukidenreich) wurde. Das Jahr 312 v. Chr. wurde damit auch das erste Jahr der seleukidischen Zeitrechnung.
Im Frühjahr 311 v. Chr. sandte Ptolemaios seinen General Killas mit einem Heer und den Auftrag aus, auch das nördliche Phoinikien zu unterwerfen. Inzwischen hatte aber auch Demetrios seine Truppen aufgefrischt und neu geordnet. In der Nähe des Ortes Myus errang er einen vollständigen Sieg über Killas, welcher sein Heer leichtsinnig ohne besondere Sicherungsvorkehrungen lagern ließ. Durch die Gefangennahme des Generals und 7000 Mann konnte Demetrios seine Scharte von Gaza begleichen und dem Ptolemaios einen schweren Verlust beibringen. Den General entließ er sogleich wieder in die Freiheit, samt Geldgeschenke für Ptolemaios als Vergeltung für dessen vorangegangener Großzügigkeit. Kurz darauf erreichte Antigonos persönlich mit seinen Truppen Syrien, dem sich Demetrios anschloss. Durch die Niederlage von Myus entscheidend geschwächt, sah sich Ptolemaios gezwungen all seine nach Gaza gemachten Eroberungen aufzugeben, dem Antigonos preisgebend, um sich wieder in das sichere Ägypten zurückzuziehen. Bis zum Jahresende 311 v. Chr. waren Phoinikien und Koilesyrien wieder in antigonidischer Hand, mit Gaza als Grenzstadt zu Ägypten. Zugleich endete damit auch der dritte Diadochenkrieg mit einem Frieden zwischen Antigonos, Ptolemaios, Kassander und Lysimachos (Diadochenfrieden). Nur Seleukos war davon ausgenommen, den Antigonos zu unterwerfen beabsichtigte. Im sogenannten vier Jahre dauernden babylonischen Krieg sollte ihm das allerdings nicht gelingen, bis er letzten Endes Mesopotamien und die „oberen Satrapien“ an Seleukos abtreten musste.
An seinem Anspruch, die alleinige Nachfolge Alexanders antreten zu wollen, hielt Antigonos aber weiter fest. Nach dem Sieg seines Sohnes in der großen Doppelschlacht von Salamis 306 v. Chr. nahm er schließlich den Königstitel an. Aber in der Schlacht von Ipsos 301 v. Chr. fand er sein Ende und mit ihm das Alexanderreich.